# Neotemplarismo
I gruppi neotemplari o neo templari sono moderne associazioni che intendono rifarsi alla tradizione degli antichi Cavalieri templari.

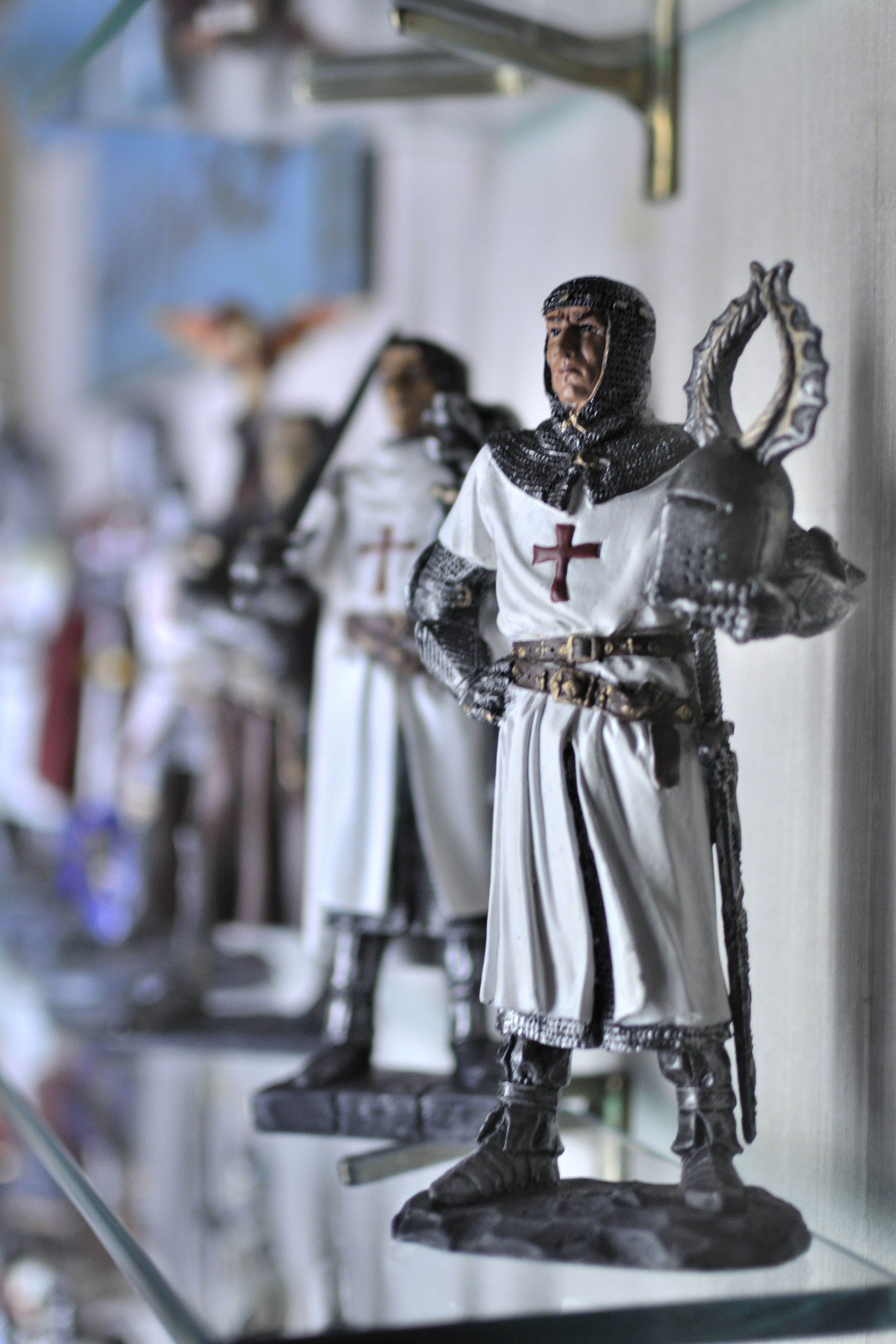
Ricostruzione folcloristica delle fattezze dei cavalieri templari.

Esse rivendicano una qualche forma di derivazione diretta da questo ordine religioso cavalleresco esistito tra il 1118 circa e il 1314, sebbene tale derivazione sia stata giudicata infondata da studiosi di storia medievale come Régine Pernoud. Vi è un gran numero di questi gruppi, molto variegati. Il fenomeno moderno nel suo complesso va sotto il nome di templarismo o neotemplarismo ed è sorto a partire dal XVIII secolo, in coincidenza con la diffusione dell'Illuminismo e della massoneria.

## Tratti comuni

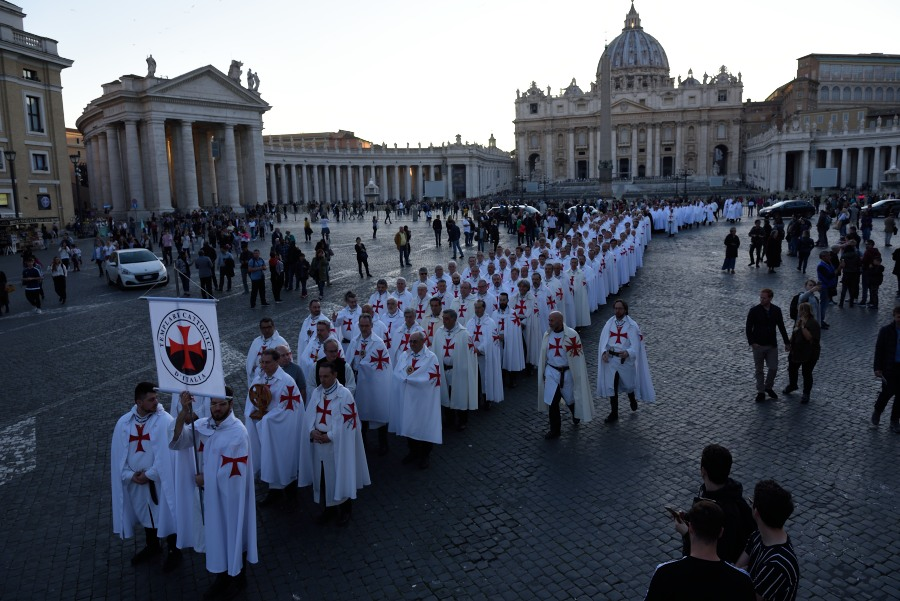
Processione di Templari Cattolici d'Italia in Vaticano.

Le moderne associazioni neo templari sono laiche, pur richiamandosi in genere ai valori religiosi cristiani e caritativi.
Molti degli attuali gruppi neo templari (specie in Italia) dichiarano di aderire alla Chiesa cattolica e di riconoscere l'autorità del pontefice. Altri gruppi di templari, specie nel mondo anglosassone, sono invece caratterizzati da un'aperta ostilità nei confronti della Chiesa cattolica (corresponsabile, secondo il loro punto di vista, della caduta dell'antico ordine).
Come più volte l'Osservatore Romano ha precisato, la Santa Sede riconosce ufficialmente e tutela solamente il Sovrano Militare Ordine di Malta (SMOM) e l'Ordine Equestre del Santo Sepolcro di Gerusalemme (OESSG), che peraltro non sono considerate neotemplari.
Il papa Clemente V, con la bolla Vox in excelso emessa durante il concilio di Vienne del 1312, con la quale sopprimeva l'ordine del Tempio, aveva espressamente proibito qualsiasi forma di ricostituzione dell'ordine stesso (compreso l'uso della regola, dell'abito e del nome), con provvedimento irrevocabile, pena l'automatica scomunica.
Molti dei gruppi neo templari sono inoltre altamente conflittuali l'uno rispetto all'altro, dato che rivendicano di essere gli unici '"autentici" eredi dei Cavalieri templari, a scapito degli altri.
Secondo molti gruppi neotemplari l'ordine sarebbe sopravvissuto nascostamente anche dopo la morte dell'ultimo maestro, Jacques de Molay, che prima di subire la condanna al rogo avrebbe affidato la propria carica al cavaliere Jean-Marc Larménius (o de l'Armenie). Quest'ultimo avrebbe redatto un documento (la cosiddetta charta di Larménius o charta transmissionis), che successivamente sarebbe stata via via firmata dai maestri segreti succeduti nel tempo. Il documento proverebbe la sopravvivenza dei Templari dopo il 1314.
La maggioranza degli storici nutre tuttavia forti dubbi sulla sua autenticità, o la definisce apertamente un falso.
Non esiste alcuna prova storicamente accertata della sopravvivenza dell'Ordine templare originale dopo il 1314, né del resto appare possibile tracciare, dopo quasi sette secoli dall'abolizione dell'ordine religioso da parte del papa, una qualche forma di discendenza storicamente valida, se non un legame puramente ideale.

## Storia

### La ricostituzione di Filippo di Orléans
L'esistenza della charta, che vorrebbe fornire legittimazione storica della sopravvivenza dell'ordine per quattro secoli, sarebbe stata "rivelata" solo nel Settecento. Nel marzo del 1705 il nipote di Luigi XIV di Francia, Filippo, duca d'Orléans e più tardi reggente del regno di Francia, dichiarò di essere il successore di Jacques-Henry de Durfort come "maestro del Tempio" e pose fine alla presunta esistenza “segreta” dei Templari, convocando a Versailles, l'11 aprile, un "capitolo generale" che adottò nuovi statuti e dal quale il duca venne riconosciuto come "gran maestro".

### Palaprat e la Chiesa giovannita. Fazioni "laiche" e "cattoliche"
Dopo la Rivoluzione francese, che comportò la scomparsa di molti componenti della gerarchia, l'ordine non fu subito ricostruito. Nel 1804 Bernard-Raymond Fabré-Palaprat, un ex seminarista, avventuriero e medico, o forse chiropratico (1773-1838), dichiarò di aver scoperto i documenti che avrebbero dovuto provare la successione ininterrotta dei gran maestri templari, anche dopo la condanna al rogo di Jaques de Molay. Il gruppo di cui Pelaprat faceva originariamente parte era costituito da membri della loggia massonica dei "Chevaliers de la Croix" (Cavalieri della Croce), che però dissentivano dalla subordinazione dei Templari alla massoneria, avvicinandosi a posizioni cattoliche. Palaprat sostenne dunque di aver ricostituito "l'Antico e sovrano ordine militare del Tempio di Gerusalemme", un'istituzione neo-cavalleresca e non massonica, il 4 novembre 1804, nominandosi gran maestro.
L'ordine di Pelaprat fu visto con favore da Napoleone Bonaparte, appena divenuto imperatore, allo scopo di combattere le posizioni antimonarchiche della massoneria. Napoleone contribuì così alla diffusione dell'ordine in Francia, facendo anche officiare nel 1808 una solenne cerimonia di riabilitazione di Jacques de Molay dal clero di Parigi. Il progressivo allontanamento dalla massoneria portò nel 1811 l'ordine a dissociarsi ufficialmente dal Grande Oriente di Francia e a respingere le domande di adesioni dei protestanti.
Palaprat finì però per allontanarsi anche dalle posizioni cattoliche per istituire una propria chiesa indipendente.
Nel 1814 dichiarò di essere fortuitamente entrato in possesso di un manoscritto con il "vangelo di san Giovanni" (evangelikon e "levitikon"): secondo tale testo, probabilmente falsificato, Gesù Cristo avrebbe scelto san Giovanni evangelista come suo successore terreno, e non san Pietro. 
Nel 1815 il gran priorato d'Italia decise di non seguire le "nuove posizioni" del Palprat e dichiarò la sua indipendenza e la continuità con la tradizione cattolica.
Palaprat fondò nel 1828 una nuova Chiesa gioannita in opposizione alla Chiesa cattolica, nominando primate Jean Machault, il quale a sua volta consacrò Ferdinand-François Châtel (1795-1857; ex sacerdote cattolico radicale dissidente, sospeso a divinis; fondatore della Chiesa cattolica francese). Dopo qualche anno Châtel fu espulso dopo un processo per eresia e la chiesa gioannita cessò le proprie attività, non riuscendo a sopravvivere alla morte del suo fondatore Pelaprat. Nel frattempo, in conseguenza della presa di posizione anticattolica, si erano avute numerose scissioni di gruppi templari e si crearono due fazioni: una "cattolica" e una "laica". Dopo la morte di Palaprat nel 1838 vi furono riconciliazioni temporanee e nuove scissioni. Nel 1871 in seguito al declino numerico l'ordine fu nuovamente "messo in sonno" ed anche altre associazioni dissidenti scomparvero (ad esempio la fazione "cattolica" belga nel 1890).
In Francia alcune associazioni affidarono la reggenza dell'ordine al poeta Joséphin Péladan (1858-1918), che fu fondatore anche di un "Ordine della Rosacroce cattolica del Tempio e del Graal". In Germania sorsero l'"Ordo Templi Orientis" ("OTO) e l'"Ordo Novi Templi", fondato nel 1907 da Jörg Lanz von Liebenfels (1874-1954), su tematiche rosacrociane e teosofiche: nonostante il nome si tratta tuttavia di associazioni che non possono essere fatte rientrare tra quelle neotemplari.

### L'ordine sovrano e militare del Tempio di Gerusalemme" (OSMTJ)
Nel 1894 la fazione "laica" belga, una delle poche ancora attive, creò a Bruxelles la "Segreteria internazionale dei Templari", che però non fu unanimemente riconosciuta. L'associazione belga ("de la Trinité de la Tour") si sciolse nel 1930, ma nel 1932 venne ricostituito formalmente il "gran priorato del Belgio", che a sua volta fondò l'associazione dei cavalieri dell'"Ordine sovrano e militare del Tempio di Gerusalemme" (OSMTJ), in rapporto con la "Segreteria internazionale", la quale si sciolse due anni dopo nel 1934.
Nel 1933 venne affidata la reggenza dell'ordine a Théodore Covias, a cui succedette nello stesso anno Émile Clément Vandenberg. Nel 1938 alcuni membri del "consiglio di reggenza" sostituirono Vandenberg con Joseph Jonckbloedt de Juge, provocando una scissione.

#### OSMTJ di Inellas
L'"OSMTJ" secessionario di Jonckbloedt costituì sempre nel 1945 un "capitolo" in Francia, guidato da Remy Guerardelle de Ribauville e nel 1956 gli succedette Gabriel Inellas (1913-1987) (sedicente principe "Gabriel Inellas Paleologo") che diede origine alla branca brasiliana. Questa poi diede origine ad altre associazioni (in Italia a partire dal 1981), tra le quali quella portoghese rifondò o creò numerosi "priorati" in molte nazioni mondiali.

#### OSMTH di Sousa Fontes
A causa dello scoppio della seconda guerra mondiale, nel 1942 Vandenberg trasferì gli archivi dell'ordine in Portogallo, presso Antonio Campello Pinto de Sousa Fontes (1878-1960): alla fine del conflitto, nel 1945, tuttavia, ne venne rifiutata la restituzione a Vandenberg. Dopo la morte di questi, nello stesso anno, Sousa Fontes si proclamò prima reggente e poi nuovo "gran maestro": non venne tuttavia riconosciuto da tutti e alcune branche nazionali si distaccarono, dichiarandosi indipendenti.
Nel 1948 Sousa Fontes designò alla successione il figlio, Fernando Campello Pinto de Sousa Fontes, il quale alla morte del padre nel 1960 si dichiarò "principe reggente". Altre branche nazionali si distaccarono non riconoscendo questa successione ereditaria.

#### OSMTJ di Pasleau
Nel 1942 un gruppo, in contrasto con Vanderberg, nominò "gran maestro" Costantin Plataunoff, al quale succedette nel 1965 Pierre Percy Pasleau. Nel 1965 Pasleau ha fondato l'"Organizzazione mondiale dei Templari" (Organisation mondiale des Templiérs, ORMOTE). Malgrado non vi sia alcun riconoscimento ufficiale da parte della Santa Sede, il papa è riconosciuto come unico referente dell'ordine. 

### Altri gruppi neotemplari
Nel 1970 alcuni "gran priorati" che non riconoscevano l'autorità di Sousa Fontes elessero "gran maestro" Antoine Zdrojewski. Nel 1989 gli succedette George Lamirand e nel 1994 Michel Van Der Stock, in conflitto con Nicolas Haimovic Hastier.

#### OSMTH
I numerosi gruppi anglosassoni (britannici e statunitensi) hanno costituito nel 1995 l'"Ordo Supremus Militaris Templi Hierosolymitani" (OSMTH), registrato in Svizzera nel 1999, con a capo prima Roy Redgrave e quindi James J. Carey, che attualmente è la più grande associazione neotemplare. Si definisce una società cavalleresca cristiana ecumenica, che si dedica alle opere caritatevoli e alla ricerca antiquaria. Nel 2002 è stata riconosciuta come organizzazione non governativa (ONG) dalle Nazioni Unite.

#### Gruppi neotemplari in Italia
Dal 1999 in Italia sono nati molti gruppi neotemplari, tra cui i Cavalieri Templari Cristiani Jacques De Molay, I Templari di Oggi, ISoet, I cavalieri del principato delle tre Venezie, i Poveri Cavalieri di Cristo di San Bernardo di Chiaravalle, I Cavalieri della Pietà del Pellicano, la Confederazione Internazionale templare di san Bernardo di Chiaravalle etc. Tutti questi gruppi dichiarano di dedicarsi al volontariato e alla carità. 

#### Casi controversi
L'"Ordine del Tempio solare" (OTS) venne ricreato da Luc Jouret e Joseph Di Mambro nel 1984, sulle ceneri di una precedente associazione dello stesso nome, fondata da Jean-Louis Marsan. L'ordine fu protagonista di una serie di omicidi-suicidi negli anni 1994-1997.
L'"Ordine del Tempio di Gerusalemme celeste" (OTJC), che in seguito ha cambiato nome come "Ordine dei Nuovi templari operativi" (ONTO), è stato ufficialmente sciolto su pressione delle autorità francesi alla fine degli anni ottanta. Più tardi il rapporto Guyard sullo stato delle sette in Francia, lo etichetterà in realtà come una setta gnostico-esoterica conosciuta anche come ECK (Energo-Cromo-Cinesi o Energo-Chromo-Kinèse).

## Neotemplarismo e massoneria
L'idea di una nascosta continuazione dell'ordine dei Templari si era diffusa anche nella massoneria, in particolare in Francia e in Germania, e in alcuni casi riti massonici adottarono riferimenti templari (come il Rito scozzese antico ed accettato, il Rito di York e il Regime Scozzese Rettificato).
Alcuni ritengono che i Templari siano all'origine sia dei riti che di vari rami della massoneria ma, malgrado alcuni storici abbiano tentato di disegnare una connessione tra la massoneria con i suoi vari rami e l'Ordine templare, un collegamento di questo tipo non è mai stato provato. La massoneria considerava i gradi templari come una parte interna al proprio sistema, mentre i successivi ordini neotemplari ne rivendicavano la maggiore antichità e l'autonomia.
Nel 1737 Andrè-Michel de Ramsay (Discorsi sui Crociati e le Logge Francesi) rivendicava l'origine templare della massoneria. Nel 1760 Karl Gotthelf von Hund (Del Regime della Stretta Osservanza) difenderà la medesima tesi e fonderà una loggia massonica di "stretta osservanza templare", che diede quindi origine al rito scozzese. Questo, nato in Francia nel XVIII secolo, ha diversi riferimenti ai Templari in diversi suoi livelli: nella sezione nota come Consiglio di Kadosh (livelli 19-30) ed i due livelli finali (31 e 32), noti come Concistori.
Frank S. Land apparteneva al DeMolay Council of Kadosh di Kansas City nel primo dopoguerra quando sviluppò l'idea di una fratellanza per ragazzi. Nacque così nel 1919 un'altra organizzazione massonica moderna correlata ai Templari: l'Ordine di DeMolay. Sebbene l'organizzazione non rivendichi una discendenza diretta dai Templari, il nome di Jacques de Molay, l'ultimo Gran Maestro dell'Ordine del Tempio, è strettamente legato a molti dei suoi rituali. Mentre l'unico prerequisito per associarsi al rito scozzese è di essere massone di buona reputazione, l'Ordine di DeMolay non richiede ai suoi membri di professare il credo in un Essere Supremo in alcuna parte del rituale. Appartenenti all'Ordine di DeMolay provengono da un'ampia varietà di fedi religiose.
Un altro ramo della massoneria, comunque, il Rito di York, richiede ai suoi membri di essere di fede cristiana. Il rito di York, diviso in tre rami uno dei quali è la Gran commenda dei Cavalieri templari d'Italia, assieme alla massoneria cavalleresca rivendica di essere stato ispirato dai Templari, tuttavia non vi è alcuna discendenza diretta. Anche qui i Templari sono stati incardinati saldamente negli ordini e nei rituali.

## Cronologia
- 1312: con la bolla pontificia Omne datum optimum l'ordine religioso dei Cavalieri templari viene definitivamente sciolto da papa Clemente V, su pressione del re Filippo IV di Francia detto il Bello.
- 1314: muore sul rogo l'ultimo maestro dell'antico ordine, Jacques de Molay.
- 1705, marzo: Filippo II di Borbone-Orléans, nipote di Luigi XIV, più tardi reggente del regno di Francia, dichiara di “succedere” a Jacques-Henry de Durfort come "maestro del Tempio"; l'11 aprile convoca un "capitolo generale", che promulga nuovi statuti e con il quale viene riconosciuto "gran maestro".
- 1723-1804: dopo la morte di Filippo d'Orléans si succedono come grandi maestri dell'ordine:
  - 1724 - Luigi Augusto di Borbone, duca del Maine
  - 1737 - Luigi Enrico di Borbone, principe di Condè
  - 1741 - Luigi Francesco di Borbone, principe Conti
  - 1776 - Luigi Enrico Timoleone di Cossé-Brissac
  - 1792 - Claude-Mathieu Radix de Chevillon, reggente durante la Rivoluzione francese
  - 1804 - Bernard-Raymond Fabré-Palaprat
- 1804: viene adottato il nome di Ordine del Tempio e nel 1810 sarà riconosciuto dalle autorità francesi.
- 1815: (1º marzo) il gran priorato d'Italia si dissocia dalle posizioni gioannite e filo-napoleoniche di Fabré-Palaprat dichiarando la sua indipendenza dall'ordine francese e la sua continuità indiscutibile con la tradizione cattolica apostolica romana attraverso la reggenza del conte Giovanni Battista Ventura.
- 1838-1871: alla morte di Fabrè-Palaprat, tra coloro che continuavano a riconoscere la sua autorità, viene nominato reggente l'ammiraglio Sidney Smith. Gli succederanno:
  - 1840 Jean-Marie Raoul;
  - 1850 Narcisse Valleray;
  - 1866 Ange-Gabriel-Maxime Vernois
- 1871 gli archivi sono riversati presso gli Archives Nationales di Francia e l'ordine viene messo "in sonno"
- 1894 il gruppo belga dei seguaci di Palaprat istituisce la "Segreteria internazionale dei Templari".

Si succedono sette reggenti.
- 1932, 19 gennaio, viene rifondato il "gran priorato" del Belgio e viene fondato come associazione l'"Ordre souverain et militaire du Temple de Jérusalem" (OSMTJ).
- 1933 reggenti Théodore Covias e quindi Émile Clément Vandenberg.
- 1938 scissione di un gruppo che nomina reggente Joseph Jonckbloedt de Juge, a cui succederanno:
  - 1945 Remy Guerardelle de Ribauville in Francia
  - 1956 Gabriel Inellas in Brasile ("Supremus militaris Templi hierosolymitani ordo", o SMTHO)
- 1942 Vandenberg trasferisce gli archivi dell'ordine in Portogallo e li affida a Antonio Pinto de Sousa-Fontes.
- Nello stesso anno un gruppo nomina un ulteriore reggente, quindi "gran maestro", Constantin Platounoff. Gli succederà:
  - 1965 Pierre Percy Pasleau
- 1945 Sousa-Fontes rifiuta la restituzione degli archivi e si nomina reggente dell'Ordine (SMOTJ). Gli succede
  - 1960 il figlio, Fernando Campello Pinto de Sousa Fontes
- 1970 in un'assemblea a Parigi alcuni dei gruppi nazionali indipendenti nominano "gran maestro" Antoine Zdrojewski. Lo sostituisce nel 1986 George Lamirand, che alla sua morte nel 1989 gli succede, affidando tuttavia il governo dell'ordine a Michel Van Der Stock. Alla morte di Lamirand nel 1994 Van Der Stock prosegue la sua attività, ma un gruppo dissidente segue invece Nicolas Haimovici Hastier.
- 1965 viene fondata da Pasleau l'"Organisation mondiale des Templiérs" (ORMOTE)
- 1988 Alcuni rami nazionali si staccano da Sousa Fontes e fondano l'"International Federative Alliance" (IFA). Nel 1995 viene eletto "gran maestro" Fernando de Toro-Garland.
- 1995 Viene fondato l'Ordo supremus militaris Templi hierosolymitani (OSMTH), che raccoglie alcuni "gran priorati" in America e in Europa. Nel 1996 viene fondato in Italia l’ordine sovrano militare del tempio di jerusalem da Bagnai, gli succede prima Pariante e successivamente nel 2013 Gennaro Luigi Nappo fino alla morte avvenuta nel dicembre 2021 per poi succedergli Umberto Caruso il 13 aprile 2022.